# آرای (پیچیدگی)
در تئوری محاسباتی و تئوری پیچیدگی محاسباتی، RE (قابل شمارش بازگشتی)، کلاسی از مسئله تصمیم می‌باشد که برای ان پاسخ بلی را می‌توان با ماشین تورینگ در مدت زمان متناهی مشخص نمود.

به‌طور معمول، بدین معناست که اگر پاسخ " بلی " باشد، انگاه رویه‌هایی وجود دارند که زمان محدودی را برای تعیین ان می‌گیرند. از طرفی دیگر، اگر پاسخ " خیر " باشد، ممکن است دستگاه هرگز مکث نکند. RE، کلاسی از مشکلات تصمیم گیری می‌باشد که برای ان یک ماشین تورینگ می‌تواند تمام نمونه‌های " بلی  " یک به یک را لیست نماید.

به‌طور مشابه، RE، مجموعه‌ای از تمام زبان‌هایی می‌باشد که مکمل‌های یک زبان در RE می‌باشند. در یک حالت، RE شامل زبان‌هایی می‌باشد که عضویت ان را می‌توان در مدت زمان محدودی رد کرد ولی تأیید عضویت ممکن است برای همیشه به طول انجامد.
هر عضو از RE، یک مجموعه قابل شمارش بازگشتی و بنابراین یک مجموعه Diophantine می‌باشد.

## روابط با سایر کلاس‌ها
مجموعه‌ای از زبان‌های بازگشتی (R)، زیرمجموعه‌ای از RE و co-RE می‌باشد. در حقیقت، ارتباط ان دو کلاس به صورت زیر است:

## RE-کامل
RE-کامل، مجموعه‌ای از مشکلات تصمیم گیری است که برای RE کامل است. در یک حالت، اینها، سخت‌ترین مشکلات قابل شمارش بازگشتی می‌باشند. تمام این مشکلات، غیربازگشتی هستند. معمولاً، هیچ محدودیتی در کاهش‌های استفاده شده قرار نمی‌گیرد مگراینکه آن‌ها باید کاهش چند به یک باشند.

نمونه‌هایی از مشکلات RE- کامل
1. مسئله توقف: ایا یک برنامه با ورودی محدود، اجرا را پایان می‌بخشد یا برای همیشه ادامه می‌دهد.
2. با قضیه Rice، تصمیم گیری دربارهٔ عضویت در هر زیرمجموعه غیربدیهی از توابع بازگشتی، RE – سخت می‌باشد. هروقت یک مجموعه، قابل شمارش بازگشتی باشد، کامل می‌شود.
3. جان می‌هیل اثبات کرده‌است که تمام مجموعه‌های خلاق، RE – کامل می‌باشند.
4. مشکل کلمه یکپارچه برای گروه‌ها و نیمه گروه‌ها. مشکل عبارت بندی برای برخی از گروه‌ها، RE – کامل می‌باشد.
5. تصمیم گیری دربارهٔ عضویت در گرامر رسمی نامحدود. گرامرهای معین دارای مشکل عضویت Re- کامل می‌باشند.
6. مشکل اعتبار برای منطق درجه اول.
7. مشکل ارتباط بعدی: با تعیین مجموعه متناهی از رشته‌ها، تعیین کنید که ایا رشته‌ای وجود دارد که بتواند در ترکیب با رشته به دو روش متفاوت فاکتورگیری شود.
8. تعیین کنید که ایا یک معادله Diophantine، راه حل صحیح دارد.

## Co-Re–کامل
Co-RE کامل، مجموعه‌ای از مشکلات تصمیم گیری می‌باشد که برای co-RE کامل است. در یک حالت، مکمل‌هایی برای سخت‌ترین مشکلات بازگشتی قابل شمارش وجود دارد.

نمونه‌هایی از مشکلات co-RE- کامل:
1. مسئله Domino برای عناوین Wang
2. مسئله رضایت بخشی برای منطق مرتبه اول